# Robert Kotei
Robert Ebenezer Abossey Kotei (ur. 15 lipca 1935, zm. 26 czerwca 1979) – ghański wojskowy i polityk, w młodości lekkoatleta, skoczek wzwyż.
Pierwszy w historii brązowy medalista igrzysk Wspólnoty Brytyjskiej z Ghany. Zdobył brązowy medal podczas igrzysk Imperium Brytyjskiego i Wspólnoty Brytyjskiej w 1958 roku w Cardiff. Uzyskał wysokość 2,00 m w skoku wzwyż, w drugiej próbie, dzięki czemu przegrał jedynie z Ernle Haisleyem z Jamajki i Charlesem Porterem z Australii. W 1960 został mistrzem Wielkiej Brytanii (AAA Championships), a podczas igrzysk olimpijskich w Rzymie zajął 10. miejsce z wynikiem 2,03 m.
Rekord życiowy: skok wzwyż – 2,083 (16 lipca 1960, Londyn) – były rekord Afryki.
Po skoczeniu kariery sportowej, pełnił wysokie funkcje w armii Ghany, był także ministrem. Jako dowódca sil zbrojnych Ghany (w stopniu generała majora) był członkiem Najwyższej Rady Wojskowej sprawującej władzę w Ghanie od 1975. Po obaleniu Najwyższej Rady Wojskowej w 1979 przez Wojskową Radę Rewolucyjną (AFRC) kierowaną przez Jerry’ego Johna Rawlingsa został rozstrzelany.